# John Venn

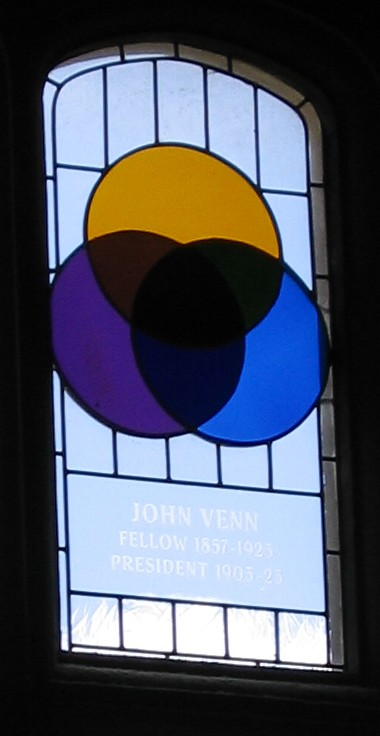
Az emlékezetére létrehozott üvegablak a Venn-diagramokat szemlélteti a Gonville és Caius College-ban
(felirata: JOHN VENN; FELLOW 1857–1923; PRESIDENT 1903–1923)

John Venn (Kingston upon Hull, 1834. augusztus 4. – Cambridge, 1923. április 4.) brit matematikus. A Boole-logika kifejlesztője. A Venn-diagram (egymást átlapoló kördiagramok) létrehozójaként és népszerűsítőjeként ismert, amivel halmazok egymás közötti kapcsolatát lehet szemléltetni, bár ilyen diagramokat évtizedekkel korábban Gottfried Wilhelm Leibniz és Leonhard Euler is használt logikai állítások elemzésére. Azonban ez a szemléltetési módszer csak Venn 1881-ben megjelent Symbolic Logic című műve után vált általánossá.
John Venn 1857-ben a Gonville és Caius College-ban végzett Cambridge-ben, ahol teológiát és bölcsészetet tanult. Néhány évig lelkészként dolgozott, majd 1862-ben visszatért ugyanabba az intézménybe, és erkölcstant kezdett oktatni. Ebben az időben kezdte érdekelni a matematikai logika és a valószínűség-elmélet, és kidolgozta a valószínűség „gyakorisági elméletét”, amit 1866-ban publikált Logic of Chance címmel. Ez a munkája nagyban befolyásolta a statisztikaelmélet fejlődését. Tizenöt évvel később, 1881-ben jelent meg a Symbolic Logic című műve, majd 1889-ben a The Principles of Empirical Logic. 1883-ban a Royal Society tagjává választották.
Az erkölcstan után matematikai logikát és valószínűség-elméletet tanított a Cambridge Egyetemen.
John Venn érdeklődött a történelem iránt is, elkezdte összeállítani a Gonville és Caius College történetét, de a szerző haláláig a munkának csak az első kötete jelent meg, 1922-ben.

## Munkái
1866: Logic of Chance,
1881: Symbolic Logic,
1889: The Principles of Empirical Logic.
Ezekkel a művekkel hatással volt a statisztika és a matematikai logika kifejlesztésére.